# ماري آن هولمز
ماري آن هولمز (بالإنجليزية: Mary Anne Emmet)‏ هي كاتِبة وشاعرة أيرلندية، ولدت في 10 أكتوبر 1773 في دبلن في جمهورية أيرلندا، وتوفيت في 10 مارس 1805.